# Zoniini
De Zoniini zijn een neotropische geslachtengroep van vlinders in de familie van de dikkopjes (Hesperiidae).
Deze geslachtengroep bestaat uit het monotypische geslacht Zonia Evans, 1951